# 1759 Kienle
1759 Kienle è un asteroide della fascia principale. Scoperto nel 1942, presenta un'orbita caratterizzata da un semiasse maggiore pari a 2,6488208 UA e da un'eccentricità di 0,3147892, inclinata di 4,56268° rispetto all'eclittica.
L'asteroide è dedicato all'astrofisico tedesco Hans Kiele (1895-1975), direttore di molti osservatori astronomici della Germania, come quello di Heidelberg-Königstuhl dal 1950 al 1962. Fu presidente della commissione 36 dell'UAI dal 1955 al 1958.